# 安德拉尼克·泰穆里安
安德拉尼克·泰穆里安（波斯语：آندرانيک تيموريان，亚美尼亚语：Անդրանիկ Թէյմուրեան，英语：Andranik Teymourian或Andranik Teimourian，1983年3月6日—），原名安德拉尼克·蒂莫蒂安·萨马拉尼（Andranik Timotian Samarani），是一位亚美尼亚族的伊朗足球运动员，場上能够胜任中场的多个位置，包括防守型前卫、右边前卫、中前卫甚至边锋。

## 生平

### 俱乐部
泰穆里安的职业足球生涯是从伊朗足球甲级联赛（Azadegan League）的奥加布（Oghab F.C.）起步的。随后他加盟了伊朗足球超级联赛（Iranian Premier League）的阿伯穆斯林（F.C. Aboomoslem）。在2005-06赛季中，他为球队出场 26 次，打入 1 球。他在国内联赛的出色表现很快吸引了欧洲球队的注意。在顺利取得工作许可证之后，泰穆里安在2006年8月顺利与英超的博尔顿签约两年（转会费未公开）。
尽管在前半个赛季并没有获得太多的上场机会，但是在代表博尔顿出战的第三场正式比赛中，泰穆里安就收获了进球——在2007年1月面对唐卡士打的足总杯第三轮比赛中，他的两粒入球帮助球队以 4-0 的比分淘汰了对手。随后，在2007年2月11日，泰穆里安首次在英超联赛中打满全场。当时球队的对手是富咸。此后，他在替补出场后屡有惊艳表现。他也凭借此成为了锐步球场球迷的宠儿。在2007年4月7日对阵死敌韋根的比赛中，他射入了他在英超联赛中的首个进球。最终，他在这场关键战役中再次独中两元。他也凭借这一优异表现被评为当场比赛的最佳球员。
在2006-07赛季结束之后，泰穆里安透露，阿仙奴有意将他收入帐下。但2007/08賽季只獲9次上陣機會，更於季後被放棄 。
2008年5月泰穆里安獲博尔顿通知不獲續約，於6月加盟富咸。在球隊未能取得正選席位，於2009年2月2日被外借到英冠球隊直到球季結束。

### 国家队
在进入成年国家队之前，泰穆里安曾为伊朗国家队的各级青年队效力。在2005年举行的伊斯兰团结运动会（Islamic Solidarity Games）中，作为伊朗23岁以下国家足球队主力中场的泰穆里安帮助这支年轻的波斯铁骑获得了这届运动会足球比赛的季军。
泰穆里安作为伊朗国家队的一员参加了2006年世界杯。在伊朗队小组赛的最后一场比赛尾声，场边的摄影师拍摄下了一张泰穆里安身心俱疲的照片。赛后，这张图片被认为是伊朗国家队在那届世界杯中表现的最生动写照。在那张照片中，浑身湿透了的泰穆里安跌倒在球场上，而训练师正赶来帮助他重新投入比赛。正是泰穆里安在这届世界杯中表现出来的在球场上的投入和激情，使他在比赛后成为了伊朗全国的英雄。
2007年夏天，作为伊朗足球当年最成功的海外球员之一，泰穆里安顺利入选了伊朗国家队参加亚洲杯的 23 人阵容，并成为了国家队的主力中场。在小组赛最后一轮对阵马来西亚的比赛中，他打入锁定胜局的第二球，帮助伊朗以 2-0 战胜对手，以小组第一的身份出线。但是他在之后的淘汰赛阶段并没有出场。伊朗最终在四分之一决赛中被韩国点球淘汰。

## 逸事
安德拉尼克·泰穆里安的哥哥谢里克·泰穆里安（Serjik Teymourian）也是一位足球运动员。生于1975年5月25日的他同样司职防守中场。他曾为德国联赛的緬恩斯踢球。